# Bians-les-Usiers
Bians-les-Usiers ist eine ehemalige französische Gemeinde mit 697 Einwohnern (Stand: 1. Januar 2022) im Département Doubs in der Region Bourgogne-Franche-Comté. Sie gehörte zum Arrondissement Pontarlier. Die Bewohner werden Bannais und Bannaises genannt.
Der Erlass des Präfekten vom 27. September 2023 legte mit Wirkung zum 1. Januar 2024 die Eingliederung von Bians-les-Usiers als Commune déléguée zusammen mit den früheren Gemeinden Goux-les-Usiers und Sombacour zur neuen Commune nouvelle Val-d’Usiers fest.

## Geografie
Bians-les-Usiers liegt auf 732 m Höhe, etwa 36 Kilometer südsüdöstlich von Besançon und etwa zehn Kilometer nordwestlich von Pontarlier. Das Dorf erstreckt sich im Jura, am südöstlichen Rand des Hochplateaus von Val d’Usiers, am Fuß der Höhe des Bois des Raffours.
Die Fläche des 14,01 km² großen ehemaligen Gemeindegebiets umfasste einen Abschnitt des französischen Juras. Der nordwestliche Teil des Gebietes wird vom Plateau des Val d’Usiers mit der Mulde von Bians eingenommen, die durchschnittlich auf 730 m liegt und überwiegend von Wiesland bedeckt ist. Quer durch das Plateau verläuft ein Trockental, das topographisch zum Einzugsgebiet der Loue gehört. Südöstlich von Bians-les-Usiers leitet die rund 100 m hohe Geländestufe des Bois des Raffours zum Hochplateau von Pissenavache und La Vrine (auf 880 m) über. Der Hang wird an verschiedenen Orten von Kalkfelsen gekrönt. Mit 919 m wird auf der Kuppe des Mont Séverin im Bois des Raffours die höchste Erhebung von Bians-les-Usiers erreicht. Die südöstliche Grenze verläuft entlang dem Fuß des Höhenrückens der Côte du Fol. Das gesamte Gebiet besitzt keine oberirdischen Fließgewässer, weil das Niederschlagswasser im verkarsteten Untergrund versickert.
Zu Bians-les-Usiers gehören neben dem eigentlichen Ortskern auch zwei Weiler:
- Vons (740 m) auf dem Plateau des Val d’Usiers am Fuß des Bois des Raffours
- Pissenavache (860 m) in einer Mulde auf dem Hochplateau von La Vrine

Umgeben wird Bians-les-Usiers von den Nachbargemeinden und den Communes déléguées:
| Évillers                     | Goux-les-Usiers (Commune déléguée)          |           |
|                              | Kompassrose, die auf Nachbargemeinden zeigt | Vuillecin |
| Sombacour (Commune déléguée) |                                             | Dommartin |

## Geschichte
Seit dem 13. Jahrhundert gehörte Bians zur Herrschaft Usiers. Zusammen mit der Franche-Comté gelangte das Dorf mit dem Frieden von Nimwegen 1678 an Frankreich.

## Bevölkerungsentwicklung
| Bians-les-Usiers: Einwohnerzahlen von 1793 bis 2021                                                                        | Bians-les-Usiers: Einwohnerzahlen von 1793 bis 2021 | Bians-les-Usiers: Einwohnerzahlen von 1793 bis 2021 | Bians-les-Usiers: Einwohnerzahlen von 1793 bis 2021 | Bians-les-Usiers: Einwohnerzahlen von 1793 bis 2021 |
| --- | --------------------------------------------------- | --------------------------------------------------- | --------------------------------------------------- | --------------------------------------------------- |
| Jahr |                                                     |                                                     |                                                     | Einwohner                                           |
| 1793 | 1793                                                |                                                     | 306                                                 | 306                                                 |
| 1800 | 1800                                                |                                                     | 358                                                 | 358                                                 |
| 1806 | 1806                                                |                                                     | 396                                                 | 396                                                 |
| 1821 | 1821                                                |                                                     | 457                                                 | 457                                                 |
| 1831 | 1831                                                |                                                     | 475                                                 | 475                                                 |
| 1836 | 1836                                                |                                                     | 545                                                 | 545                                                 |
| 1841 | 1841                                                |                                                     | 566                                                 | 566                                                 |
| 1846 | 1846                                                |                                                     | 600                                                 | 600                                                 |
| 1851 | 1851                                                |                                                     | 635                                                 | 635                                                 |
| 1856 | 1856                                                |                                                     | 588                                                 | 588                                                 |
| 1861 | 1861                                                |                                                     | 578                                                 | 578                                                 |
| 1866 | 1866                                                |                                                     | 592                                                 | 592                                                 |
| 1872 | 1872                                                |                                                     | 568                                                 | 568                                                 |
| 1876 | 1876                                                |                                                     | 544                                                 | 544                                                 |
| 1881 | 1881                                                |                                                     | 568                                                 | 568                                                 |
| 1886 | 1886                                                |                                                     | 538                                                 | 538                                                 |
| 1891 | 1891                                                |                                                     | 520                                                 | 520                                                 |
| 1896 | 1896                                                |                                                     | 535                                                 | 535                                                 |
| 1901 | 1901                                                |                                                     | 555                                                 | 555                                                 |
| 1906 | 1906                                                |                                                     | 522                                                 | 522                                                 |
| 1911 | 1911                                                |                                                     | 541                                                 | 541                                                 |
| 1921 | 1921                                                |                                                     | 484                                                 | 484                                                 |
| 1926 | 1926                                                |                                                     | 493                                                 | 493                                                 |
| 1931 | 1931                                                |                                                     | 474                                                 | 474                                                 |
| 1936 | 1936                                                |                                                     | 433                                                 | 433                                                 |
| 1946 | 1946                                                |                                                     | 444                                                 | 444                                                 |
| 1954 | 1954                                                |                                                     | 437                                                 | 437                                                 |
| 1962 | 1962                                                |                                                     | 435                                                 | 435                                                 |
| 1968 | 1968                                                |                                                     | 399                                                 | 399                                                 |
| 1975 | 1975                                                |                                                     | 402                                                 | 402                                                 |
| 1982 | 1982                                                |                                                     | 476                                                 | 476                                                 |
| 1990 | 1990                                                |                                                     | 517                                                 | 517                                                 |
| 1999 | 1999                                                |                                                     | 529                                                 | 529                                                 |
| 2006 | 2006                                                |                                                     | 525                                                 | 525                                                 |
| 2015 | 2015                                                |                                                     | 654                                                 | 654                                                 |
| 2021 | 2021                                                |                                                     | 694                                                 | 694                                                 |
| Quelle(n): EHESS/Cassini bis 1999, INSEE ab 2006 Anmerkung(en): Ab 1962 offizielle Zahlen ohne Einwohner mit Zweitwohnsitz |                                                     |                                                     |                                                     |                                                     |

Nachdem die Einwohnerzahl in der ersten Hälfte des 20. Jahrhunderts deutlich abgenommen hatte (1901 wurden noch 555 Personen gezählt), wurde seit Beginn der 1970er Jahre wieder ein kontinuierliches Bevölkerungswachstum verzeichnet.

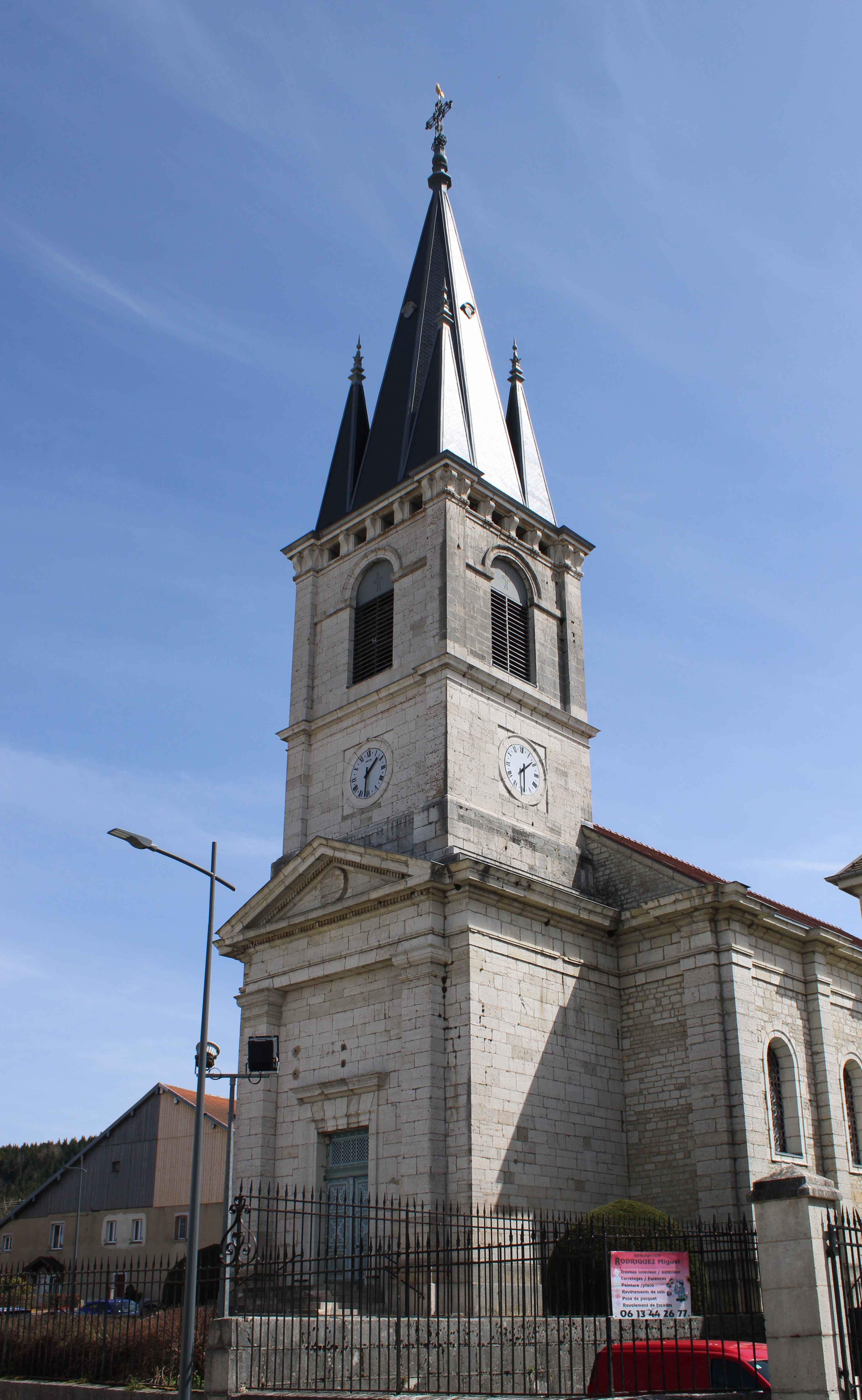
Pfarrkirche Immaculée-Conception

## Sehenswürdigkeiten
Die Pfarrkirche Immaculée-Conception wurde 1843 erbaut. Eine Kapelle steht im Weiler Pissenavache.

## Wirtschaft und Infrastruktur
Bians-les-Usiers war bis weit ins 20. Jahrhundert hinein ein vorwiegend durch die Landwirtschaft, insbesondere Milchwirtschaft und Viehzucht geprägtes Dorf. Daneben gibt es heute einige Betriebe des lokalen Kleingewerbes, unter anderem eine moderne Käserei und eine Futtermittelfabrik. Mittlerweile hat sich das Dorf auch zu einer Wohngemeinde gewandelt. Viele Erwerbstätige sind Wegpendler, die in den größeren Ortschaften der Umgebung ihrer Arbeit nachgehen.
Die Ortschaft liegt abseits der größeren Durchgangsstraßen an einer Departementsstraße, die von Sombacour nach Ouhans führt. Eine weitere Straßenverbindung besteht mit Septfontaines.